# Un largo camino (película)
Un largo camino (en checo: Daleká cesta) es una película checoslovaca dirigida por Alfréd Radok, rodada en 1948 y estrenada en junio de1949.
Esta película fue producida tres años después del final de la Segunda Guerra Mundial, fue una de las primeras películas en tratar el tema del Holocausto. Estrenada poco después del Golpe de Praga, la película fue sometida rápidamente a la censura del Estalinismo en la antigua Checoslovaquia y no se volvió a estrenar hasta después de la Revolución de Terciopelo, cuarenta años más tarde.
Considerada por algunos críticos como la película checa más importante sobre este tema, esta obra experimental combina imágenes de archivo (sobre todo nazis) y ficción para contar la historia de amor entre una mujer judía y un hombre cristiano.

## Resumen
Un largo camino cuenta la historia de Hana, una oculista judía que se enamora y se casa con un hombre cristiano y bondadoso llamado Toník. Su sencilla historia de amor se convierte en una pesadilla cuando el gobierno comienza el exterminio sistemático de la población judía. La familia de Hana es trasladada al campo de concentración de Theresienstadt y el romance se convierte en una lucha por la supervivencia.

## Análisis
La película de Alfréd Radok Un largo camino es una poderosa exploración del Holocausto y del creciente antisemitismo durante la Segunda Guerra Mundial. Radok evita mostrar sangre o disparos, pero transmite eficazmente la sensación de inquietud mediante el uso de imágenes de archivo, incluidos extractos de noticieros y fragmentos de la película El triunfo de la voluntad, de Leni Riefenstahl, en los que aparecen Hitler y Goebbels hablando delante de montones de cadáveres en un campo de concentración. Este metraje se integra en la película, reduciendo el tamaño de las escenas anteriores a la esquina inferior derecha, mostrando los efectos de la historia en la escena de Hana y Toník.
En la película se retrata la lenta propagación del antisemitismo que condujo a la deportación y asesinato de personas judías. Por ejemplo, el hecho de que en 1941 ya no se permitía a esta parte de la población ir al teatro en Praga. En la película, la feliz pareja, vestida con un atuendo deslumbrante, está a punto de salir para el teatro cuando recibe esta premonitoria noticia del alicaído padre de Hana. De este modo, Radok construye la narración con maestría, transmitiendo a su público la historia de la guerra con gran habilidad.
La película contiene una gran carga simbólica, especialmente llamativa en una escena en la que un personaje secundario se suicida sin imágenes explícitas. En su lugar, se deja que el público deduzca el acto a través de sonidos y movimientos de cámara.
Esta primera película de Alfréd Radok aborda el reto de expresar lo inexpresable. Un largo camino no describe directamente los horrores del campo de concentración de Theresiensdadt, sino que ofrece un enfoque artístico de múltiples capas que combina una narración melodramática, ecos del expresionismo y una mezcla autorreflexiva de documental y ficción. La película ha sido restaurada digitalmente con el fin de mantener la autenticidad de su estreno original.

## Ficha técnica
- Título: Un largo camino
- Título original: Daleká cesta
- Director: Alfréd Radok
- Guion: Erik Kolár, Mojmir Drvota, Alfréd Radok
- Música: Jiří Sternwald; Film Symphony Orchestra dirigida por Otakar Pařík
- Director de fotografía: Josef Strecha
- Montaje: Jirina Lukesová
- Escenografía: Jan Pacák, František Tröster
- Vestuario: Jan Kropácek, Frantisek Mádl
- País de origen: Checoslovaquia
- Producción: Československý státní film
- Lugares de rodaje: Praga (vieja ciudad, Estudios Barrandov), Terezín
- Duración: 108 minutos
- Formato: Blanco y negro - mono
- Fecha de estreno: 1 de enero de 1950

## Reparto
| - Blanka Waleská como Dr. Hana Kaufmannová - Otomar Krejča como Dr. Antonín Bureš - Viktor Ocásek como Oskar Kaufmann - Zdeňka Baldová como Hedvika Kaufmannová - Eduard Kohout como Prof. Reiter - J. O. Martin como Rudolf Bureš - Jan S. Kolár como el oficial Müller de la Gestapo [JA1] - Jaroslav Seník - Josef Chvalina como Pepa Bureš - Anna Vanková - Jiří Plachý starší - Saša Rašilov como el hombre de negocios Mošeles - Jirí Spirit como Honzík Kaufmann - Rudolf Deyl mladší - Zdenek Hodr - Karel Jelínek - František Vnouček - František Kreuzmann starší - Josef Toman - Soňa Šulcová - Eva Marie Kavanova - Marie Kautska - Josef Kollar | - Miloslav Svoboda - Alexandra Myskova - Zdenka Procházková como Zdeněk Klein, la vieja amiga de Hana - Antonín Jedlička - Anna Jirouskova-Tomanova - Viola Zinková - Vera Koktová - Otýlie Benísková - Marie Burešová - Stefan Bulejko - Milka Balek-Brodská - Hermína Vojtová - Marta Májová - Miloš Kopecký - Karel Effa - Oldřich Dědek - Ladislav Rychman - Emanuel Hríbal - Jaroslav Oliverius - Frantisek Marek - Bohumil Bezouška - Václav Voska |

## Sobre la película
- Alfréd Radok (estuvo internado en el campo de Klettendorf) vio desaparecer a parte de su familia en los campos de concentración y su abuelo murió en el campo de Theresienstadt.
- Se dice que esta película inspiró a Alain Resnais para realizar Nuit et Brouillard (Noche y niebla).